# University District
L'University District (chiamato solitamente U District) è un quartiere di Seattle, nello stato di Washington, così chiamato per la presenza del principale campus dell'Università di Washington (UW). L'UW si spostò in questa posizione due anni dopo che l'area venne annessa alla città, mentre la maggior parte delle periferie di Seattle erano occupate da foreste o fattorie. Il quartiere crebbe velocemente grazie alla presenza dell'università diventando quasi una cittadina a sé stante.

## Posizione

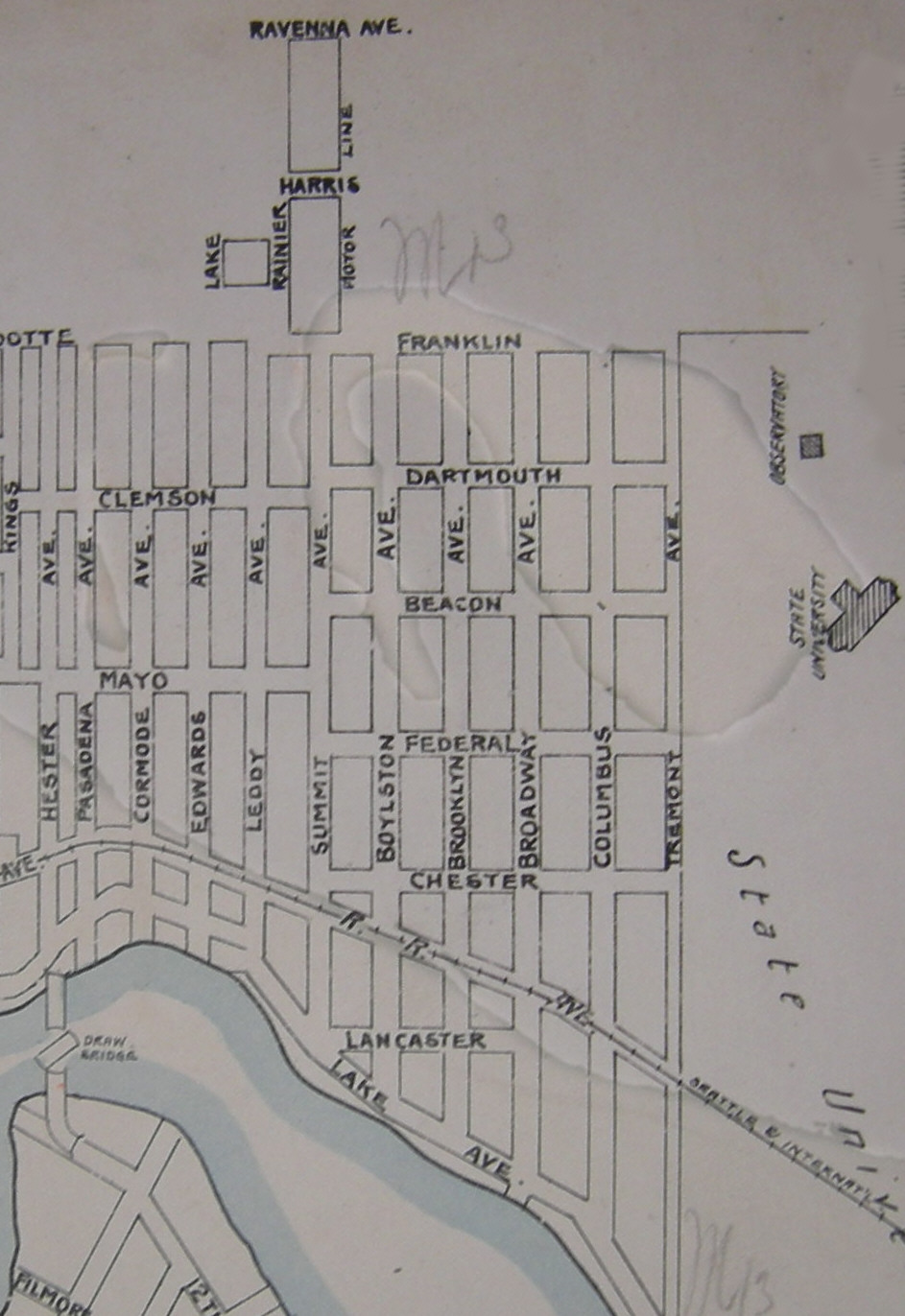
Questa mappa del 1893 mostra gli antichi nomi delle strade di quello che era conosciuto come quartiere Brooklyn. Non c'è quasi alcuno sviluppo a Nord di Franklin Street (oggi conosciuta come 45th Street). La Brooklyn Avenue di questa mappa è l'attuale 12th Avenue; la Columbus è University Way; Tremont è 15th. La linea ferroviaria è l'attuale Burke-Gilman Trail; molte altre strade sono state spostate, specialmente quelle vicino al mare.

Come per tutti i quartieri di Seattle, i confini dell'University District sono informali; solitamente si delimita il quartiere a Ovest con l'Interstate 5; a Est con la 25th Avenue; a Sud con il Lake Washington Ship Canal; e a Nord con il Ravenna Boulevard. Il quartiere inoltre include, a Est di questi limiti, una piccola zona sulla costa Nord dell'Union Bay, delimitata a Nord dalla 45th Street e a Est dalla 35th Avenue. In questa zona è presente l'East Campus e una grande area di parcheggi al servizio dell'università. La sua principale strada commerciale, University Way, è chiamata in città con il nome The Ave.
Alcune zone dell'University District hanno dei propri nomi. per esempio, l'attuale University Heights identifica una ex scuola usata come community center; una mappa del 1905 mostra il nome che si applica specificamente per la zona delimitata da quelli che ora sono 45th Street verso Sud, 55th Street verso Nord, Brooklyn Avenue verso Ovest e 15th Avenue verso Est.

## Storia
L'area attualmente occupata dall'University District è stata abitata fin dalla fine dell'ultima glaciazione. Importanti villaggi della tribù di nativi americani Duwamish erano presenti, uno nella zona di Portage Bay nel punto attualmente chiamato Brooklyn Avenue e l'altro sull'Union Bay, nelle vicinanze dell'attuale centrale elettrica del campus (che si trova di fronte all'edificio UW IMA). La tribù dei Duwamish, (chiamati Gente dall'entroterra) aveva l'importante villaggio di SWAH-tsoo-gweel nelle vicinanze dell'Union Bay, e la zona attualmente chiamata Ravenna faceva parte del loro territorio prima dell'arrivo degli europei. I villaggi erano molto diffusi. In primavera si spostavano dai loro campi invernali per andare a caccia dei salmoni che comparivano in estate. Aree vuote nella foresta sono state mantenute per incoraggiare la fornitura di selvaggina e cibi.
Sondaggi hanno rivelato grandi Douglas-firs e western red cedars (given that large trees were not unusual back then, these must have been especially large). L'U. District venne esplorato per la prima volta nel 1855, e i primi coloni bianchi arrivarono 12 anni dopo. Nel 1890, la zona a Ovest dell'attuale campus venne disposta come la Brooklyn Addition. Un anno dopo, molto del terreno a Nord del Ship Canal, inclusa Brooklyn, venne annessa a Seattle. L'UW si spostò dal Downtown Seattle nel 1893 e il primo edificio universitario venne edificato nel 1895.
Un report del 1984 descrive la posizione del relitto ferroviario poco a ovest dell'attuale University District. Latona è adesso separata dall'University District dall'Interstate 5.
20 agosto 1894. Incidente [a] Seattle, tra Lake Shore e Eastern poco a Ovest rispetto a Latone [oggi Latona Avenue]. Un treno merci proveniente da Gilman [oggi Snoqualmie] ha investito una mucca.  [Il carico del treno era composto da] carbone, tronchi e altro materiale. Il treno aveva rallentato a Brooklyn [Avenue] a causa delle mucche. Il macchinista ha visto delle mucche su una banchina che cercavano (?) una con l'altra[!]. Una mucca è stata lanciata via dalla banchina e ha colpito il binario proprio nel momento in cui passava la locomotiva. La locomotiva è stata sollevata dai binari[,] e quando è ricaduta ha deragliato. Il macchinista ha frenato ma era troppo tardi. [The] [c]oal tender shot ahead[,] tagliando parte della cabina della locomotiva e decapitando l'addetto al fuoco e uccidendo l'addetto ai freni unhurt. Fumo e polvere hanno avvolto la carrozza deragliata. Il macchinista è a Fremont a telegrafare di fermare il treno passeggeri del pomeriggio[;] inoltre [illeggibile] il macchinista dichiara che il trena andava a 20 miglia orarie.
Il nome Brooklyn iniziò a svanire subito dopo.
Come risultato di un sondaggio proposto dall'University Commercial Club nel 1919, 14th Avenue (già all'epoca conosciuta come "The Avenue" o "The Ave") venne rinominata University Way, e la zona circostante venne rinominata University District. The neighborhood's north-south arterials are (from west to east) Roosevelt Way NE (southbound), 11th Avenue NE (northbound), Brooklyn Avenue NE, University Way NE, and 15th Avenue NE. NE Pacific, 45th, and part of 50th streets are principal east-west arterials, NE Campus Parkway is a minor east-west arterial, running only west of the campus.
Il 20 aprile del 2002, Layne Staley, il cantante del gruppo grunge Alice in Chains, venne trovato morto nel suo appartamento dell'University District. Un'autopsia successiva ha concluso che Stanley era morto intorno al 5 aprile dopo essersi iniettato un mix di eroina e concaina conosciuta come Speedball.

## Attualità

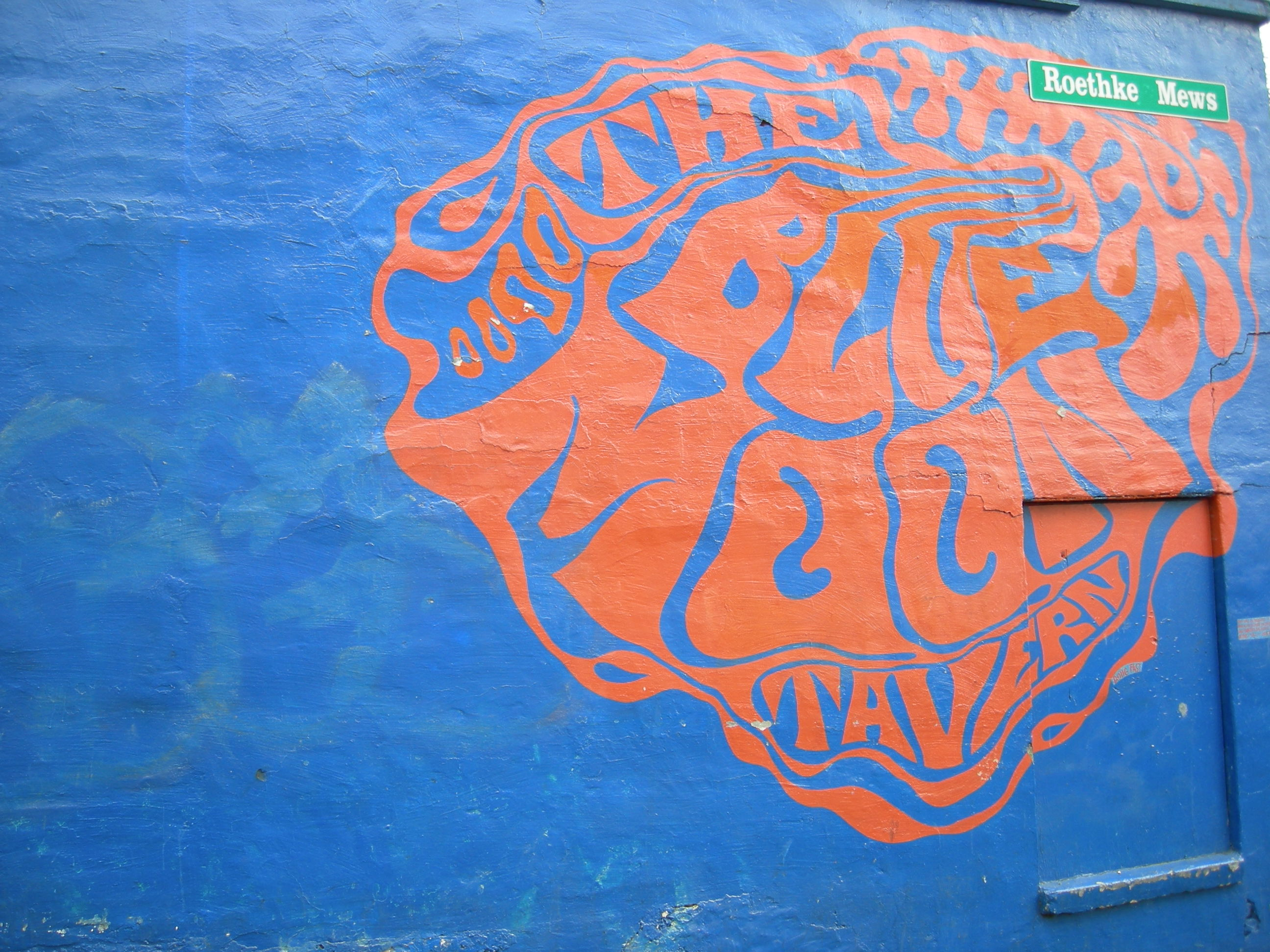
Questo segnale disegnato negli anni ottanta su un lato della Taverna 1934 Blue Moon Tavern commemora il suo legame con la controcultura degli anni sessanta; il piccolo segnale stradale sul lato destro in alto dichiara il vicolo rinominato "Roethke Mews" a seguito del poeta Theodore Roethke, un cliente abituale della taverna quando era professore all'università tra gli anni cinquanta e i primi anni '60.

L'U District è caratterizzato dalla sua fiera annuale May U District Street Fair, la prima delle quali avvenne nel 1971, iniziata dai commercianti locali e dedicata all'attivista per la pace Andy Shiga, e dall'University District Farmers Market, il primo e più grande mercato dedicato ai contadini locali dal 1993.
L'architetto Robert Reamer ha dato a ogni stanza una finestra angolare. Un gioiello nelle vicinanze è la biblioteca Carnegie in stile neoclassico del 1910 tra Roosevelt Way e la 50th Street.

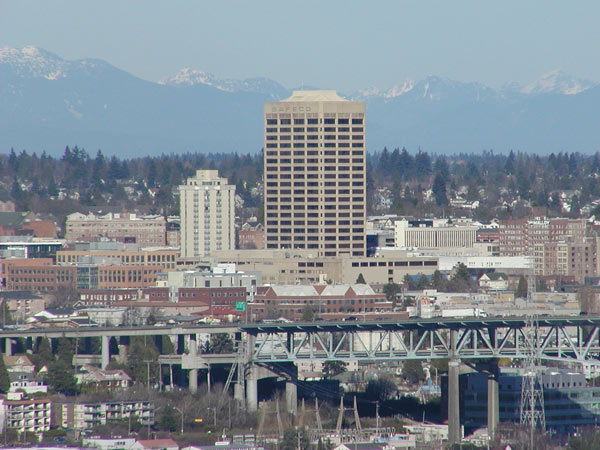
L'U-District, guardando verso Nord-Est da Queen Anne. L'UW Tower è l'edificio alto al centro, con l'Hotel Deca (in origine Meany Hotel) a sinistra. Lo Ship Canal Bridge dell'Interstate 5 è in primo piano.

In epoche recenti, l'University District ha sofferto declino commerciale, causato in misura significativa dai migliori piani industriali, investimenti e popolarità dello shopping centerUniversity Village situato a Est del campus, e dal Northgate Mall situato a circa 2.5 km a Nord di fianco all'Interstate 5. Dal 2002 al 2004, la città e la sua area metropolitana have made some steps countering this trend by giving the Ave a repaving facelift including the addition of benches, bus bulbs, and period lighting. L'aggiunta delle panchine ha rappresentato the reversal of a decades-long neighborhood trend away from providing free places to sit.
A partire dal 2016, il quartiere sarà servito da un'estensione del Link Light Rail chiamata University Link. La linea di metropolitana leggera collegherà l'U District con Capitol Hill, Downtown Seattle, Rainier Valley e Sea-Tac airport. I piani attuali prevedono una stazione situata a Montlake Boulevard di fronte all'Husky Stadium e un'altra a Brooklyn.

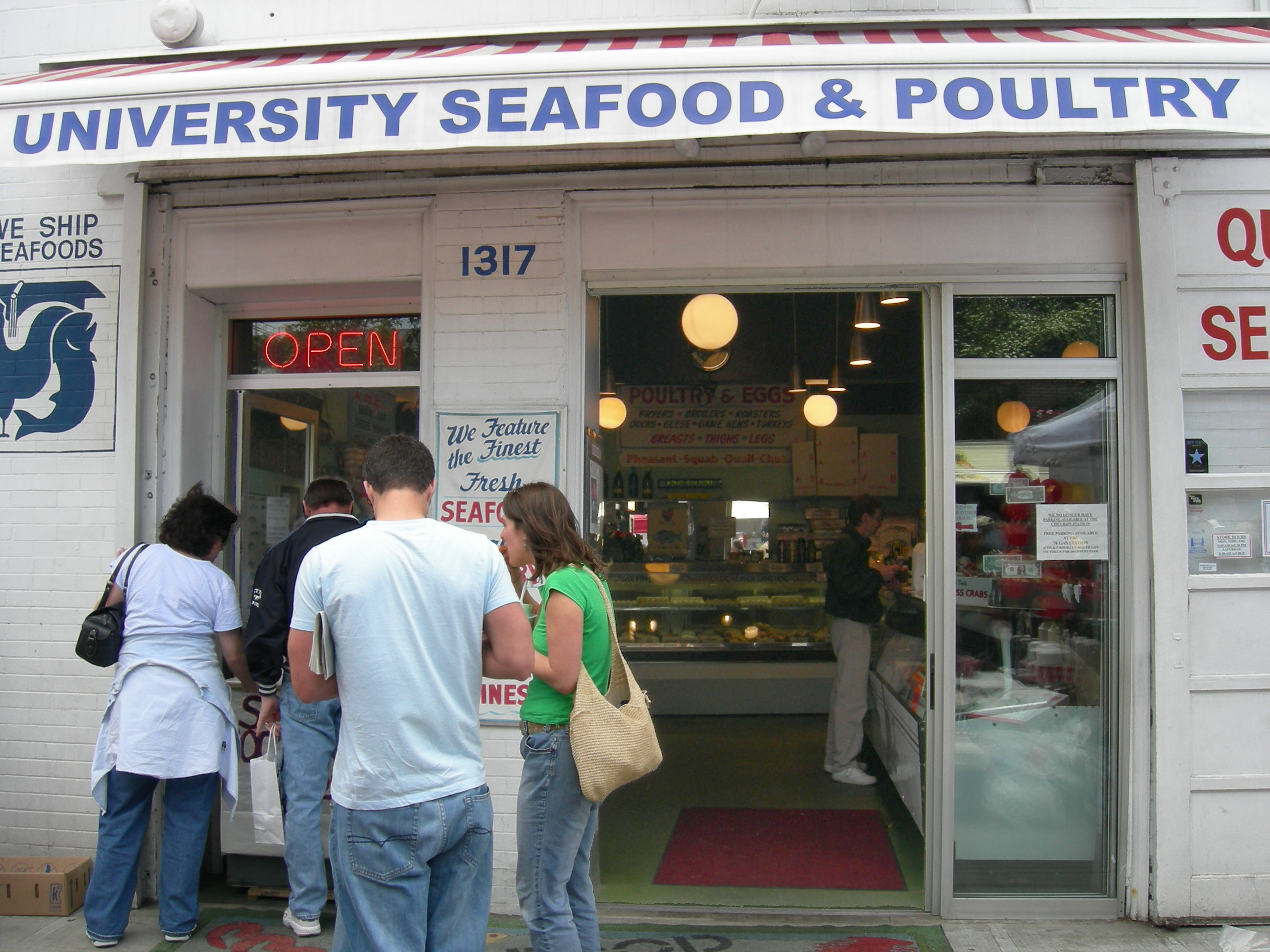
University pescheria e pollame, fondato nel 1945, uno dei più antichi negozi superstiti del quartiere.
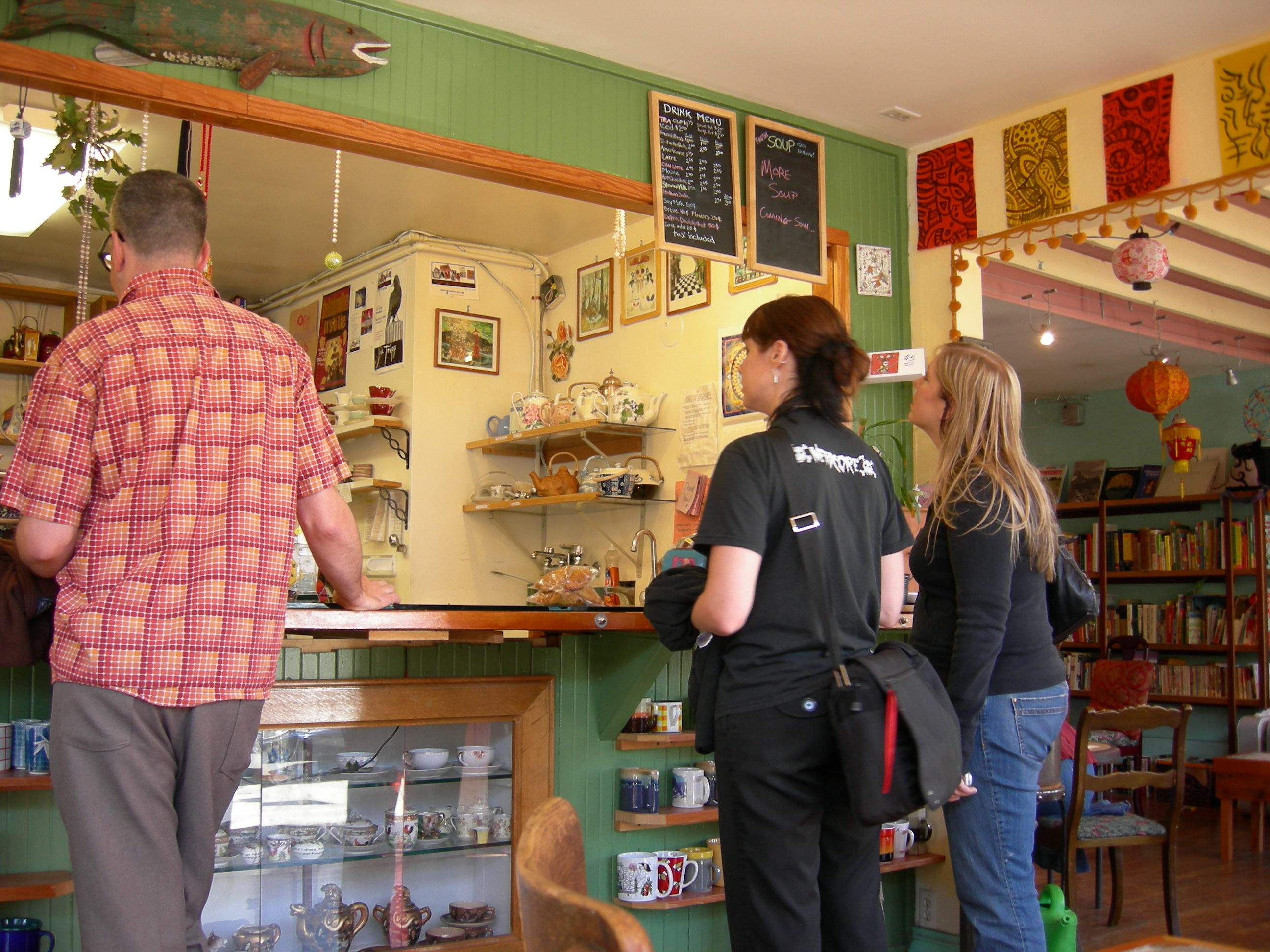
Il Wannabee, una delle tanti caffetterie indipendenti dell'U. District (2006).
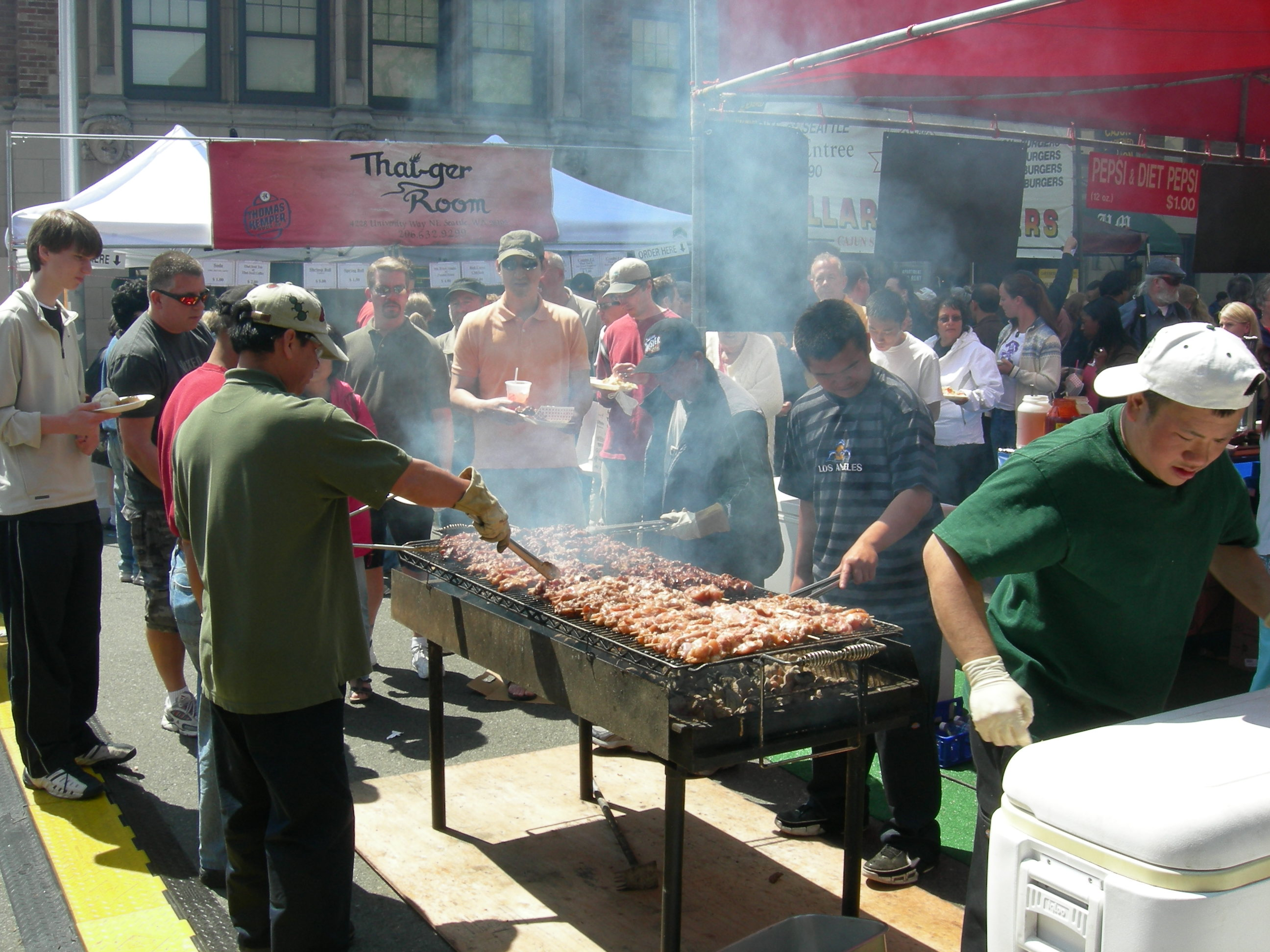
Fiera University District Street, 2007.